# Antoni Kozubal
Antoni Kozubal (ur. 18 sierpnia 2004 w Krośnie) – polski piłkarz występujący na pozycji pomocnika w Lechu Poznań.

## Kariera klubowa
Jest wychowankiem szkółki piłkarskiej Beniaminek Profbud Krosno, z której trafił do Akademii Lecha Poznań. Od początku sezonu 2024/2025 gra w podstawowym składzie Lecha Poznań. 10 listopada 2024 w wygranym 5:2 meczu z Legią Warszawa zdobył swoją pierwszą bramkę w Ekstraklasie.

## Kariera reprezentacyjna
Kozubal zadebiutował w 2017 roku w młodzieżowej reprezentacji przeciwko Słowacji (1:0). W latach 2017-2023 grał w młodzieżowych reprezentacjach Polski.
Został powołany 5 listopada przez selekcjonera Michała Probierza na listopadowe spotkania Ligi Narodów 2024/2025. W 81. minucie zmienił  Krzysztofa Piątka debiutując w meczu przeciwko Portugalii (1:5). 

## Statystyki kariery

### Klubowe
Stan na 24 maja 2025
| Klub                    | Sezon              | Liga               | Liga  | Liga   | Puchar kraju | Puchar kraju | Europa | Europa | Inne  | Inne   | Suma  | Suma   |
| Klub                    | Sezon              | Liga               | Mecze | Bramki | Mecze        | Bramki       | Mecze  | Bramki | Mecze | Bramki | Mecze | Bramki |
| ----------------------- | ------------------ | ------------------ | ----- | ------ | ------------ | ------------ | ------ | ------ | ----- | ------ | ----- | ------ |
| Lech II Poznań          | 2020/21            | II Liga            | 9     | 0      | 1            | 0            | 0      | 0      | 0     | 0      | 10    | 0      |
| Lech II Poznań          | 2021/22            | II Liga            | 14    | 1      | 0            | 0            | 0      | 0      | 0     | 0      | 14    | 1      |
| Lech II Poznań          | 2022/23            | II Liga            | 14    | 0      | 0            | 0            | 0      | 0      | 0     | 0      | 14    | 0      |
| Lech II Poznań          | Ogólnie            | Ogólnie            | 37    | 1      | 1            | 0            | 0      | 0      | 0     | 0      | 38    | 1      |
| Lech Poznań             | 2020/2021          | Ekstraklasa        | 1     | 0      | 0            | 0            | 0      | 0      | 0     | 0      | 1     | 0      |
| Lech Poznań             | 2021/2022          | Ekstraklasa        | 1     | 0      | 3            | 1            | 0      | 0      | 0     | 0      | 4     | 1      |
| Lech Poznań             | 2022/2023          | Ekstraklasa        | 0     | 0      | 0            | 0            | 2      | 0      | 0     | 0      | 2     | 0      |
| Lech Poznań             | 2024/2025          | Ekstraklasa        | 34    | 1      | 1            | 0            | 0      | 0      | 0     | 0      | 35    | 1      |
| Lech Poznań             | Ogólnie            | Ogólnie            | 36    | 1      | 4            | 1            | 2      | 0      | 0     | 0      | 42    | 2      |
| Górnik Polkowice (wyp.) | 2021/2022          | I Liga             | 14    | 0      | 0            | 0            | 0      | 0      | 0     | 0      | 14    | 0      |
| Górnik Polkowice (wyp.) | Ogólnie            | Ogólnie            | 14    | 0      | 0            | 0            | 0      | 0      | 0     | 0      | 14    | 0      |
| GKS Katowice (wyp.)     | 2022/2023          | I Liga             | 8     | 1      | 0            | 0            | 0      | 0      | 0     | 0      | 9     | 1      |
| GKS Katowice (wyp.)     | 2023/2024          | I Liga             | 33    | 5      | 1            | 0            | 0      | 0      | 0     | 0      | 34    | 5      |
| GKS Katowice (wyp.)     | Ogólnie            | Ogólnie            | 41    | 6      | 1            | 0            | 0      | 0      | 0     | 0      | 43    | 6      |
| Ogólnie w karierze      | Ogólnie w karierze | Ogólnie w karierze | 128   | 8      | 6            | 1            | 2      | 0      | 0     | 0      | 136   | 9      |

### Reprezentacyjne
(aktualne na dzień 15 listopada 2024)
| Reprezentacja | Rok     | Mecze | Bramki |
| ------------- | ------- | ----- | ------ |
| Polska        | 2024    | 1     | 0      |
| Ogólnie       | Ogólnie | 1     | 0      |

| Mecze i gole w reprezentacji | Mecze i gole w reprezentacji | Mecze i gole w reprezentacji | Mecze i gole w reprezentacji | Mecze i gole w reprezentacji | Mecze i gole w reprezentacji | Mecze i gole w reprezentacji |
| Lp.                          | Data                         | Miejsce                      | Przeciwnik                   | Gol                          | Wynik                        | Rozgrywki                    |
| ---------------------------- | ---------------------------- | ---------------------------- | ---------------------------- | ---------------------------- | ---------------------------- | ---------------------------- |
| 1.                           | 15.11.2024                   | Estádio Dragão, Porto        | Portugalia                   |                              | 1:5                          | LN 2024/2025                 |

## Sukcesy

### Lech Poznań
- Mistrzostwo Polski: 2021/2022, 2024/2025